# Ampithoe annenkovae
Ampithoe annenkovae är en kräftdjursart. Ampithoe annenkovae ingår i släktet Ampithoe och familjen Ampithoidae. Inga underarter finns listade i Catalogue of Life.